# Caisse de pensions de l’État de Vaud
Die Caisse de pensions de l’État de Vaud (CPEV) mit Sitz in Lausanne ist eine selbständige Schweizer Pensionskasse. Sie versichert das Staatspersonal des Kantons Waadt, das Personal von öffentlichen Einrichtungen im Kanton Waadt sowie die Mitarbeiter der ihr angeschlossenen Arbeitgeber im Rahmen der 2. Säule. 
Sie wurde 1952 mit Inkrafttreten des Gesetzes über die waadtländische Pensionskasse gegründet. In ihr wurden mehrere öffentliche Pensionskassen zusammengefasst. Sie ist in Form einer öffentlich-rechtlichen Anstalt mit eigener Rechtspersönlichkeit organisiert. Per Ende 2008 waren ihr insgesamt 29’090 aktiv Versicherte sowie 13'057 Rentenbezüger angeschlossen. Das Gesamtvermögen belief sich auf 6,7 Milliarden Schweizer Franken. Die Caisse de pensions de l’État de Vaud ist damit die grösste öffentliche Vorsorgeeinrichtung der Westschweiz.

## Rechtsgrundlagen
Die gesetzlichen Grundlagen bilden das Bundesgesetz über die berufliche Alters-, Hinterlassenen- und Invalidenvorsorge (BVG), das Bundesgesetz über die Freizügigkeit in der beruflichen Alters-, Hinterlassenen- und Invalidenvorsorge (Freizügigkeitsgesetz, FZG), die dazugehörigen Verordnungen sowie das Gesetz über die Pensionskasse des Kantons Waadt. Zu den Rechtsgrundlagen zählt zudem das Reglement der CPEV.

## Organisation
Oberstes Führungsorgan der CPEV ist der sechsköpfige Verwaltungsrat. Dieser setzt sich paritätisch aus je drei Arbeitgeber- und Arbeitnehmervertreter zusammen und wird zur Hälfte vom Regierungsrat des Kantons Waadt bzw. von der ebenfalls paritätisch zusammengesetzten, 46-köpfigen Delegiertenversammlung jeweils auf vier Jahre gewählt.
Die operative Leitung der CPEV wurde an die Retraites Populaires in Lausanne delegiert. Diese, 1907 gegründete öffentlich-rechtliche Anstalt, ist auf Lebens- und Sozialversicherungen sowie auf das Vorsorgewesen spezialisiert und ist einerseits auf die Verwaltung von Vorsorgeeinrichtungen spezialisiert, andererseits auch selber im Versicherungs- und Vorsorgebereich tätig.